# Partido Socialista de Ucrania
El Partido Socialista de Ucrania (en ucraniano: Соціалістична Партія України, Sotsialistychna Partiya Ukrainy, SPU) fue un partido político socialdemócrata de Ucrania. 
Es uno de los partidos más antiguos y fue creado por los antiguos miembros del Partido Comunista de Ucrania de la era soviética a finales de 1991, cuando el Partido Comunista fue prohibido. Formó parte de la Rada Suprema (el parlamento de Ucrania) desde 1994 hasta 2007 y fue durante mucho tiempo el cuarto partido más importante de Ucrania. Desde 2007, los resultados electorales del partido han sido extremadamente marginales. Su principal líder durante más de veinte años fue Oleksandr Moroz. Fue disuelto por sus ideales prorrusos en plena guerra ruso-ucraniana.